# S.T.A.L.K.E.R.: Shadow of Chernobyl
A S.T.A.L.K.E.R.: Shadow of Chernobyl egy nyílt világú, belső nézetű, lövöldözős játék, amelyet az ukrán GSC Game World fejlesztett és a THQ adott ki 2007 márciusában.
Néhány kifejezés a játékból („Zóna”, „Stalker”), mint ahogy néhány háttérsztori ötlet is a népszerű science-fiction könyvből, Arkagyij és Borisz Sztrugackij Piknik az árokparton című művéből ered, valamint az 1979-es Sztalker című film is a regényen alapszik. A zene egy része a játékban, mint például a rádióban felhangzó zene, vagy a Stalkerok gitárjátéka az ukrán FireLake metálzenekar által készített hangfelvétel.
A S.T.A.L.K.E.R.-ban a játékos egy „Stalker” szerepét ölti magára, egy illegális felfedezőt/artifact gyűjtőt a „Zónában”. A „Zóna” nem más, mint az alternatív valóságbeli verziója a csernobili erőműnek, annak második, fiktív felrobbanása után, amely a környező területeket sugárzással szennyezte be, és furcsa, e világtól elszakadt változásokat okozott a helyi flórában, faunában és még a fizika törvényeiben is. A „Stalker” szó az eredeti (film) kontextusában nagyjából „felfedező”-t jelent, vagy „vezető”-t, mivel a Stalker célja, hogy az embereket a Zónába elkísérje (vezesse).
2007. július 11-én a GSC Game World bejelentette a S.T.A.L.K.E.R. – Clear Sky-t, ami a játék előtörténetét dolgozza fel, és 2008. augusztus 29-én jelenik meg.
A GSC Game World fontolóra vette a játék más platformokra való átültetését is. Egyelőre nem ismert, hogy milyen platformokra gondoltak, és hogy a S.T.A.L.K.E.R. melyik epizódját kívánják átültetni, mivel a S.T.A.L.K.E.R. – Clear Sky is már fejlesztés alatt áll.
2007 novemberének végére a GamesIndustry.biz értesülései szerint a GSC Game World hivatalosan is Xbox 360 fejlesztői státuszba került.

## A játékmenetről
A S.T.A.L.K.E.R. (a betűszó feloldva: Scavengers, Trespassers, Adventurers, Loners, Killers, Explorers, and Robbers; ami nyers fordításban annyit tesz: Guberálók, Birtokháborítók, Kalandorok, Magányosok, Gyilkosok, Felfedezők és Rablók) egy nemlineáris, nyitott végű játék. Felfedezhetjük a játék világát, vagy különféle feladatokat hajthatunk végre, melyeket bizonyos nem-játékos karakterektől (NPC) kaphatunk. A főhős „Marked One” szerepébe bújhatunk, aki amnéziában szenved és megpróbálja visszaszerezni az emlékeit. Azonban a Zóna számos veszélyt rejt magában.
A játék maga egy FPS/RPG hibrid, habár korántsem olyan számottevő az a fejlődés, amit a játék folyamán elérhetünk, mint egy standard számítógépes RPG esetében. A karakterfejlődés inkább az új felszerelések és artifact-ek megszerzésén keresztül valósul meg, mint különféle tulajdonságok és szakképzettségek növelése folyamán. A szerepjátékos rész sokkal inkább a tradicionális RPG elemekre fókuszál, úgy mint a történet és a karakter interakció. Habár a játék nem túl széles skálát vonultat fel a párbeszédek szempontjából. Szemben az olyan RPG-kkel, mint amilyen a Fallout, a párbeszédek szerteágazódása rendkívül limitált, és nem befolyásolja olyan jelentős mértékben a játék kimenetelét egy-egy küldetés elfogadása vagy elutasítása.

### Játéktér

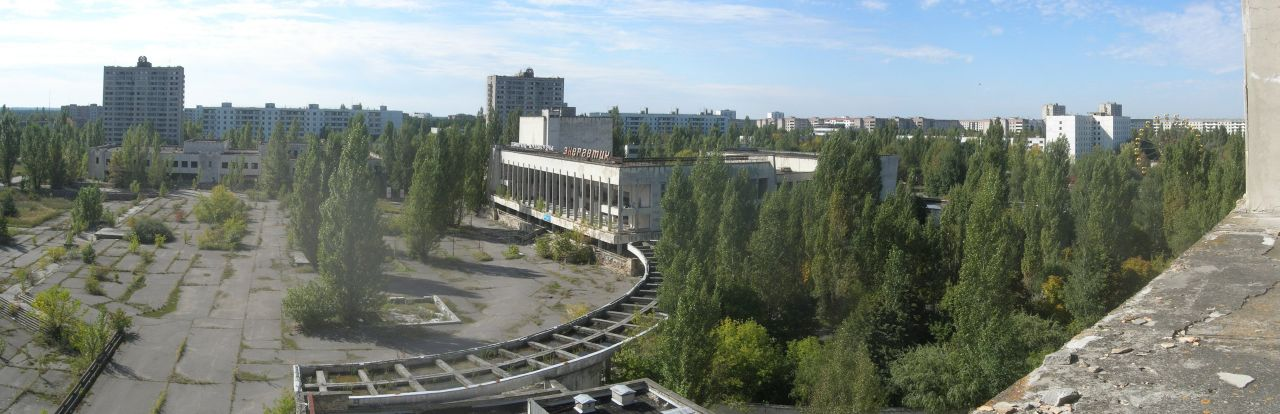
A Zóna modelljéül szolgáló Pripjaty városa

A Zóna 30 km² játékteret foglal magába, beleértve a vadont, az emberi településeket és jó pár erősen védett katonai bázist. Ez a terület azonban nem ténylegesen egybefüggő, folytonos területeket jelent, hanem 16 különálló részre van felosztva, melyek külön töltődnek be. Az egyik területről a másikra történő átjárás a Zónában csak meghatározott útvonalakon történhet. Szögesdrót akadályozza meg a szabad áthaladást egyik pályáról a másikra. A Zóna a képzeletbeli verziója a valóságban is létező csernobili Zónának, főként az erőműtől délre fekvő területek egy része; művészi célból kisebb földrajzi változtatások azonban történtek, mint például Pripjaty városának ehhez a részhez való csatolása (valójában északnyugatra lenne az erőműtől), habár a várost magát az eredetihez hűen modellezték le, csak kisebb kiterjedésű lett.

A játékban nincsenek irányítható járművek, habár a játék kódjában mindezek szerepelnek, külső modok használata nélkül azonban nem lehet őket használni. Így a játékos kénytelen egyik pontból a másikba gyalogosan közlekedni. Az előrehaladás futással felgyorsítható, de ez csak limitált mértékben, mert az állóképesség nagymértékben függ az általunk cipelt felszerelés súlyától, és futás közben nem tudunk lőni sem. A megállás nélküli futás is lehetséges a megfelelő artifact-ek használatával, ha viszonylag kis súlyú felszerelést cipelünk magunkkal.

### Mutánsok
A helyi állat- és növényvilág az évek folyamán jelentősen megváltozott a sugárzás következtében, miközben gyilkos ösztönöket és természetes védelmet fejlesztett ki, hogy túlélje ezt az ellenséges környezetet. Egy másik tényező a nagyszámú mutáns életforma, amely hátramaradt azokból a munkásokból és katonákból, akiket elkapott a második robbanás. A mutánsokkal való összetalálkozás a játék elején csak a háziállatokra korlátozódik, de mutálódott emberekkel és humanoidokkal is találkozhatunk majd a későbbiek folyamán. Egyes mutánsok csak egy bizonyos területen jelennek meg. A mutánsok – köszönhetően a játék mesterséges intelligenciájának – néhány realisztikus viselkedési formát mutatnak, úgy mint a területvédelem, sérülés után elmenekülés, falkában való támadás, magányos vadászat, portyázás.

### Frakciók
Számos NPC (Non-Player Character – nem játékos karakter) a játékban valamilyen frakcióhoz tartozik, és kimutatják a csoportjuk iránti hűségüket, valamint viselkedésükkel ezt a játékos felé is kifejezik. Egy adott frakcióhoz való tartozás meghatározza a más NPC-kkel és a velünk szemben való viselkedést is. Az olyan NPC-ket, akik egyik frakcióba sem tartoznak „Loner”-eknek (Magányosok) hívják. Ők általában semlegesek a többi karakter felé is, és a játékos tud tőlük küldetést elfogadni vagy éppen kereskedni egy minimális szinten. A „Loner”-ek csoportja tulajdonképpen tekinthető egy önálló frakciónak is.
A leginkább mindenütt jelenlévő frakció a Zónában az ukrán hadsereg katonái (Military), akik rendfenntartó erőként állandó felügyelet alatt tartják a Zónát és megpróbálják a külvilágtól elzárni. A katonák minden Stalker irányában ellenségesen viselkednek (akiket egyébként birtokháborítóknak tekintenek), és mind a földi csapataikat, mind a légierőt, mind a Spetznaz különleges egységeket bevetik, hogy irányítás alá vonják a Zónába bemerészkedőket.
A két legfontosabb Stalker frakció a Duty és a Freedom, mivel ők az egyedüli frakciók, akikkel a játékos szövetségbe léphet (a szövetség egy adott frakcióval számos előnnyel jár, például elérhetővé válnak bizonyos szolgáltatások, készletek, felszerelések). A játékos csak az egyik frakcióhoz csatlakozhat, és csakis abban az esetben, ha nem végzett el semmilyen feladatot, küldetést a másik frakciónak (a csatlakozásért számos küldetést el kell vállalni, melyeket a frakciók vezetői osztanak ránk). A játék folyamán találkozhatunk olyan páncélokkal, védőfelszerelésekkel, amelyeket kimondottan csak az egyik frakció tagjai viselnek.
A Duty és a Freedom frakciók szemléletmódjukban egymással ellentétben állnak. A Duty frakció meg kívánja védeni a külvilágot az egyre csak terjeszkedő Zónától, míg a Freedom tagjai azért harcolnak, hogy szabad legyen a Zónában történő átjárás, és úgy hiszik, hogy minden információ a Zónáról nem szabad, hogy rejtve maradjon az emberiség előtt. Kétségbe vonják az állam monopóliumát a Zóna titkai és csodái felett. Ez a két Stalker frakció egymással háborúban állnak, tagjaik folyton megtámadják a másik frakciót, és ha valamelyikükhöz csatlakozunk a játék folyamán, akkor a másiknak rögvest az ellenségei leszünk.
Van ezen kívül még néhány frakció, mint például a mindenütt fosztogató banditák (Bandit), és a profi gyilkos bérencek, a zsoldosok csoportja (Mercs → Mercenaries). Ezek a frakciók mindig ellenségesek a játékos karakter irányába, amolyan általános ellenfélnek minősülnek a játékban, akikkel lépten-nyomon tűzharcba lehet keveredni.
Végül, a legmisztikusabb és legelitebb csoportosulás a Monolith-ok frakciója, akik a Zóna legbelső, központi területeit uralják, beleértve a csernobili erőművet is. A játék egy későbbi fázisában egy teljes fokú harc bontakozik ki a Monolith-ok és az összes többi Stalker frakciók között, ahol egyszerre több frakció bizalmát is élvezhetjük, ha besegítünk nekik a Monolith-ok elleni küzdelembe.
Egy időre a játékos zombi Stalkerekkel is szembekerül (Zombified Stalkers) a játék során. Ezeknek a Stalkereknek az elméjét a Monolith frakció agyperzselője („Brain Scorcher”) pusztította el, és akár a zombik, gondolkodás nélkül, minden józan logikát mellőzve cselekednek.
A játék egy bizonyos részén tudósok csoportjával is találkozhatunk (Ecologist), akiket szintén felfoghatunk egyfajta frakcióként. Ők a Zónában végeznek különféle kutatásokat, és semlegesek maradnak a játékossal szemben mindaddig, amíg nem állunk szemben a Freedom frakcióval.

### Fegyverek
A játékban rengetegféle lőfegyver megtalálható, nagy részük a valóságban is létezik. Fegyvert szerezni vagy egy kereskedőtől, vagy halott ellenféltől lehet. A fegyvereket négyféle paraméter jellemzi: pontosság, kezelhetőség, sebzés és tüzelési sebesség. Többféle lőszertípus van, némelyek páncélos ellenfelek ellen hatékonyabbak, mások pedig a becsapódást követően felrobbannak. Egyes fegyverek fejleszthetőek – tudunk rájuk csatolni optikát, hangtompítót vagy gránátvető apparátust. A fegyverek idővel elhasználódnak, így erősen megfontolandó, hogy milyen tüzelési módot használunk: egy lövés, rövid sorozat vagy teljesen automata (az egyes módok fegyvertől is függenek). Az automata tüzelési mód nyilvánvalóan nagyobb mértékben elősegíti a fegyveramortizációt. Ha a fegyver beragadt, újratöltéssel vagy tölténytípus cserével lehet ezt az állapotot megszüntetni. A fegyver állapotának romlása során egyre gyakrabban fordul elő a beragadás.
| --- A játékban megtalálható fegyverek és tulajdonságaik listája: --- |
| -------------------------------------------------------------------- |

### Páncélok és védőfelszerelések
| --- Páncélok, védőfelszerelések táblázata --- |
| --------------------------------------------- |

### PDA
A PDA a játékban sokat segít egyrészt ha hallunk a távolból fegyverropogást és nem tudjuk ki vagy mi van körzetünkben a PDA kontakt menüje kijelzi kik vannak a közelben, milyen hozzájuk a viszonyunk stb. Ezen kívül csak a PDA jelzi ki egy halott, vagy ellenséges S.T.A.L.K.E.R. titkos rejtekhelyét legtöbbször unalmas dolgokkal mint kötözőszerek, de vannak olyan helyek ahol olyan fegyverek, vagy tárgyak, ruhák találhatóak amik csak a játék végén szerezhetőek be. De hogy megtudjuk pontos helyüket minden hullát át kell vizsgálnunk, mivel csak annak a PDA-ján van rajta helyük holléte aki ott hagyta a tárgyakat. Ezen kívül a karakterünk itt vezeti naplóját amelyben lassan kibontakozik a történet. De a térkép is itt található bár a képernyő bal fölső sarkában is van de itt pontosan jelzi az épületek hollétét.

### Anomáliák és artifact-ek
A Zóna tele van anomáliákkal, amelyek a fizikai lét olyan eltorzulásai, amik mind a játékos, mind a nem játékos karakterek (NPC-k) számára halálos veszélyt jelentenek. Helyük nagyjából állandó a Zónában, jelenlétükre az úgynevezett anomália-detektor pittyegése figyelmeztet. Minél sűrűbben pittyeg a készülék, annál közelebb járunk az anomáliához, mely könnyen a vesztünket is okozhatja. Az anomáliák természetének kifürkészésére csavarokat is dobálhatunk beléjük, hogy lássuk, mi történne velünk ha mégis túl közel merészkednénk hozzájuk (a csavardobálás egyfajta utalás Andrej Tarkovszkij Sztalker című filmjének egyik jelenetsorára). A legtöbb anomália szemmel is jól észlelhető a levegő és a fény furcsa torzulásaiból kikövetkeztetve.
Az anomáliák hozzák létre az úgynevezett artifact-eket (relikviákat), amelyek olyannyira értékesek a tudomány számára, hogy megéri őket felkutatni a Zóna veszélyei ellenére. A játékban ezeket el tudjuk adni más Stalkereknek, vagy épp mi magunk is használhatjuk őket az övünkre csatolva. Ugyanis rendelkeznek bizonyosfajta előnyökkel, de hátrányokkal is. (Például növelik a védőruhánk golyóálló képességét, de ugyanakkor kis mértékben sugárszennyezést is okoznak.) A különféle artifact-ek mindenfelé fellelhetők a Zónában, és elsősorban anomáliák közelében találhatók.
| --- Artifact táblázat --- |
| ------------------------- |

### Sugárzás
A sugárzással nagyon óvatosan kell bánni. Igaz a valóságban sokkal veszélyesebb, viszont a játék is tartogat meglepetéseket.
Sugárzó helyen az ember nem is érzi (már a játékban) hogy nagy veszélyben van, viszont ahogy megy az idő, megy le az életünk is.
(amit a sárga csík mutat az életünk mellett). Nagyon fontos, csak akkor menjünk a sugárzó helyek közelébe ha arra folytatódik a küldetés. Nagyon rácsodálkozhatunk ha harc közben lövés nélkül fél életünk lesz mert a szemétdomb tetején azt hittük azért nem követnek mert félnek tőlünk.
ui.: Igyál sok vodkát! Jobban telik az idő és a sugárzás is enyhül. …na jó, fél üveg vodka nem ér sokat ha egy urántömbnek támaszkodsz…

### Éhezés
A Zóna kemény világ mindenki számára, és bizony a Stalkereket sem kíméli – a játék során mindig kell, hogy gondoskodjunk megfelelő mennyiségű táplálékról, mert a tartós éhezésbe bele is lehet halni. Az idő múlásával nő az éhségérzet a játék folyamán, és ha ez elért egy bizonyos fokig, egy egymást keresztező kés és villa ikonja fog megjelenni a képernyő jobb alsó sarkában. Ha az ikon zöld, akkor az enyhe éhséget jelez, de amint egyre sötétebbé válik és a színe kezd átfordulni pirosba, akkor már erőteljes az éhezés és az életerőnk is elkezd csökkenni egy idő után. Szerencsére ennivalót több helyen is lehet találni a Zónában, akár a többi Stalkertól is tudunk vásárolni egy pár rubel ellenében. Háromféle étel van jelen a játékban: a kenyér, a kolbász és a konzerv. Valamelyiket elfogyasztva ezek körül az éhség ideiglenesen megszüntethető, és valamennyi életerőt is vissza tudunk nyerni vele.
| Étel neve | Tömege | Értéke | Visszanyerhető életerő mennyisége |
| --------- | ------ | ------ | --------------------------------- |
| kenyér    | 0,3 kg | 20 RU  | 5%                                |
| kolbász   | 0,5 kg | 50 RU  | 10%                               |
| konzerv   | 0,5 kg | 100 RU | 15%                               |

Ezen felül kétféle itallal találkozhatunk a játékban, ezek azonban nem a szomjúság elnyomására valók, szomjazás nincs a játékban. Az egyik ilyen a S.T.A.L.K.E.R. energiaital, amellyel az állóképességünket tudjuk visszanyerni valamint az agykárosodás ellenszere. A másik pedig a vodka, amellyel a sugárszennyezettség mértéke csökkenthető bizonyos fokig, azonban a lerészegítő hatás garantált, kissé dülöngélve fogunk utána gyalogolni, ami rendkívül megnehezíti a fegyverekkel való pontos célzást.

### Teherbírás, cipekedés
A játékban igen szigorúan vették a málházást. A játék nem éppen egy GTA, ahol 30 fegyver közül választhatsz.
Itt mindig meg kell nézni, mit veszel fel. Van hogy 30 pisztolyt viszel értelmetlenül, ezért állj meg néha megnézni, hogy mit tartogat a hátizsák. Optimális: a játék elején minden jobb puskából egyet, majd a végén 2 jót. (sniper, géppisztoly)
A játékban van viszont egy remek dolog, mégpedig az, hogy egy halottnak adod az összes cuccod, és őt húzva viszed a zsákod.
Közben nem lőhetsz viszont zseniális, ha sokfajta fegyvert akarsz.

### Kereskedés
A semleges vagy barátságos NPCk-kel való beszélgetés során lehetőség nyílik fölös tárgyaink eladására, és számunkra szükséges holmik vételére. Az NPC-k kínálata általában az alapfelszerelésekre korlátozódik (étel, gyógycsomag), kínálatuk nem vethető össze a kereskedőkével. Fegyvert nem adnak el, nem is vesznek.

## Cselekmény
Több évvel a csernobili katasztrófa után a Zónában több, a szovjet állam által kezdeményezett titkos kutatási projekt vette kezdetét. Különféle létesítmények épültek, vagy elhagyatott katonai bázisok, gyárak, ipartelepek lettek átalakítva erre a célra, és egy hatalmas laboratóriumot hoztak létre a csernobili erőmű 4-es reaktorjában és a Szarkofágon belül. Ezek a kísérletek elsősorban az elme különféle aspektusait kutatták, többek között például az extraszenzoriális percepciót, és szándékoztak megalkotni valamilyen formában egy összegyűjtött emberi tudatot, ez volt a „Collective Consciousness” („Kollektív Tudat”) projekt.
Nem sokkal a Collective Consciousness, vagy C-Consciousness sikeres megalkotása – hét emberi elme fúziója révén egy számítógépes kezelőfelülettel összekötve – után a Szovjetunió összeomlott. Az ezt követő években a kutatólaboratóriumok egy részét elhagyták, és a C-Consciousness entitás nagyobb hatalomra tett szert a néhány megmaradt létesítmény felett, amelyek továbbra is működtek. Ezekkel a fejlett kognitív képességekkel a C-Consciousness képessé vált észlelni és tudatosan formálni a „nooszférát” (a minden tudatot magába foglaló „környezet”, ahogyan a „bioszféra” a globális ökológiai rendszer, az összes élőlénnyel és ezek minden kapcsolatával, beleértve az élettelen környezettel való kapcsolatot is).
A C-Consciousness projekt célkitűzése egy globális mértékű tudatmódosítás volt. Hittek abban, hogy a nooszféra manipulációjával az emberi tudat, a gondolkodás és az érzelmek negatív és pusztító aspektusainak kiiktatásával fennállhatna a világbéke és a harmónia. Sajnos azonban a C-Consciousness első nagyobb kísérlete 2006-ban a nooszféra manipulációjára katasztrófába torkollott. Egy óriási robbanás következett be mind a pszichikai, mind a fizikai erőkben, és a nooszféra a C-Consciousness projekt laboratóriumának közelében elhajlott és torzulást szenvedett. Ugyanúgy, ahogy a bioszféra képes visszafordíthatatlanul megváltoztatni a Föld arculatát, úgy a nooszféra manipulációja is képes eltorzítani a fizikai valóságot – az elme nagyfokú hatalma az anyag felett.
A torzulás, melyet a nooszférába történő beavatkozás okozott a C-Consciousness és a hozzákapcsolt gépezetek által, hozta létre az anomáliákat és azt a számtalan mutánst, amik a Zónában tartózkodnak 2012-ben. Kétségbeesve, hogy helyrehozzák a hibát és hogy elrejtsék magukat a zavaró külső hatásoktól – mint amilyenek a Zónában alkalmatlankodó Stalkerek, akiknek kincsekre fáj a foguk, vagy az ukrán hadsereg, akik reménytelenül próbálják megerősíteni pozíciójukat és irányítani a Zónát -, a C-Consciousness megalapította a Monolith kultuszt: állig felfegyverzett fanatikusok csoportját, akiknek a dogmái közt szerepel a Monolith imádata és az eretnekek feltűnésének megelőzése a Monolith-on belül. A Pripjaty közelében lévő rakétariasztó radart ezért átalakították egy hatalmas agyperzselővé („Brain Scorcher”), mely elpusztítja azokat a védtelen emberi elméket, akik túl közel merészkednek, így alakítva át őket agyatlan, agresszív zombivá. Az idő múlásával egyre inkább az a szóbeszéd járta, hogy van egy Kívánságteljesítő („Wish Granter”) valahol a csernobili erőműben, ezért a Stalkerek elkezdtek vándorolni a Zóna szívébe, remélve, hogy álmaik talán tényleg valóra válhatnak.
Ez évekig így ment, de a C-Consciousness folyamatos erőfeszítése mégis képtelen volt helyrehozni azokat a károkat, amiket a Zónában okozott. Valójában a helyzet csak még rosszabb lett, a robbanások („Blowout”-ok) csak még inkább elmélyítették a Zóna körüli nooszféra torzulását, méghozzá irreális mértékben. A C-Consciousness entitás azonban továbbra sem tágított, és folytatta a kísérleteket, megbújva a Monolith kultusz és a Kívánságteljesítő mítosz árnyékában, amit a Monolith tagok, az Agyperzselő és maguk a Zóna veszélyforrásai is csak még jobban elősegítettek. Alkalmanként azonban a speciális körülmények úgy hozták, hogy szükségessé vált olyan ügynökök kiküldése, akik felmérik, hogy mi az amit meg kell őrizni a Zóna titkaiból anélkül, hogy felfednék a C-Consciousness projekt létezését. Ilyen esetekben foglyul ejtették azokat a Stalkereket, akik elég kitartóak, szívósak és kemények voltak ahhoz, hogy az Agyperzselő bázisára vagy a környékére eljussanak. Agymosást kaptak, és a Zóna külső területeire küldték vissza őket az úgynevezett halálfuvarral („Death Truck”) – az ilyen utakat a visszaküldötteknek alig a fele élte túl. Ezeket a Zónába szétküldött ügynököket megjelölték, így kapták meg a karjukra a S.T.A.L.K.E.R. tetoválást. Ez az a pont, ahol a főhős Strelok (az orosz стрелок szóból, jelentése: lövész) belép a sztoriba.
Strelok és szövetségesei, Fang, Ghost, valamint a Doktor Stalkerek egy olyan csoportja volt, akiket különösen érdekelt az, hogy mi lehet a Zóna központjában. Egy bizonyos ponton, néhány héttel a játék sztorijának kezdete előtt úgy határoztak, hogy észrevétlenül elosonnak az Agyperzselő mellett, és beszivárognak a csernobili erőmű belsejébe. Felkutatva a Monolith rejtekhelyét egy zárt páncélajtóig jutottak (ami a C-Consciousness termébe vezet), és dokumentálták, hogy a Monolith kultusz nem más, mint egy jól megtervezett csapda azoknak, akik megpróbálják felkutatni a Zóna titkát. Sajnos azonban visszavonulásra kényszerültek, és a következő próbálkozásuk a Zóna szívébe való behatolásra tragédiához vezetett. Sikerült szerezniük egy elektromos zárfeltörő szerkezetet, ami kinyithatná a páncélajtót, de ezúttal a Monolith-ok már készen álltak és vártak rájuk, ezért újból visszavonulásra kényszerültek, de a menekülésüket egy blowout nehezítette meg. Strelokot elkapta a blowout és eszméletét vesztette, valamint amnéziás lett. Így kiváló alannyá vált a C-Consciousness kondicionáló eljárásához. Ghost és Fang elmenekültek, de Fang súlyos sérülést szenvedett, és azelőtt meghalt, mielőtt a páros elérte volna Pripjaty városát. Ghost a Zóna külső régióiba vonult valami biztonságosabb elfoglaltság után nézve.
Ezen a ponton Strelok súlyos fenyegetést jelentett a C-Consciousness entitás és az azt tartalmazó laboratórium biztonságára és titkaira nézve, így a C-Consciousness azt a döntést hozta, hogy Strelokot meg kell ölni. Azonban ismeretlen tényezőknek köszönhetően a C-Consciousness egy hibát követett el: nem ismerte fel a blowout során elkapott személy identitását, és azt a feladatot osztotta az illetőre, hogy ölje meg Strelokot, miközben ő maga volt Strelok. Egy második baleset következett be akkor, amikor ezt az új ügynököt a Zóna külső területeire szállító Death Truck váratlanul megsemmisült egy villámcsapás következtében, melynek eredményeképpen a C-Consciousness elvesztette felette az irányítást. Strelok újra szabaddá vált, habár megzavarodott és amnéziás lett, de megszabadult a megszállottságtól.
Ha a játék folyamán úgy döntünk, hogy teljesítünk néhány további plusz küldetést, akkor kinyomozhatjuk az elmúlt hetekben történt eseményeket, követve Strelok régi asszociációit, visszaemlékezéseit, majd mindezeket összerakva világossá válik, hogy ezek a tényezők vezettek ahhoz, hogy elsőszámú veszélyforrássá vált a C-Consciousness számára. A Doktor segítségével feltárul maga előtt a valódi kiléte, és megtud némi információt arról, hogy a korábban dokumentált anyag és egy másik zárfeltörő, ajtónyitó dekóder nyugszik egy pripjatyi hotelszoba rejtekében, Strelok visszatér Csernobilba és behatol a Monolith bázis alatt lévő kamrába, elpusztítva a kivetítő eszközt ami létrehozta az illúziót.
A C-Consciousness más választása nem lévén, szembekerül vele és felajánlja, hogy feltárja az igazságot a cselekedeteikről, a Zóna természetéről, és felajánlja, hogy csatlakozzon hozzájuk, támogassa őket számukat megnövelve, hogy együtt fáradozhassanak az okozott sérülések kijavításán, és hogy együtt kalauzolják az emberi tudatot a béke felé, megakadályozva a Zóna terjedését. Vagy pedig nézzen szembe a Monolith frakció még megmaradt, de így is igen jelentős erejével, hogy aztán felkutassa az igazi C-Consciousness laboratóriumot, és hogy véget vethessen az ő manipulációiknak és intrikájuknak.
Ha úgy döntünk, hogy csatlakozunk hozzájuk, akkor Strelokot is egy tartályba helyezik, és rákapcsolják a gépet. Ha elutasítjuk, akkor a csernobili erőmű külső területein haladva portálokon keresztül kell eljutnunk a C-Consciousness laboratóriumba, ahol Strelok az összes tartályt szétlövi. A kép elhalványul, majd Strelok egy füves réten találja magát (mely éles ellentétben áll a Zóna légkörével), körbenéz, majd leheveredik a fűbe. Gondolatait meghallgatva láthatjuk, amint megbékélve önmagával elalszik.

## Alternatív befejezések
A játék folyamán tanúsított viselkedésünktől függően a játéknak hétféle lehetséges befejezése van, ebből öt hamis és kettő valódi.

### Rossz/hamis befejezések
Ha úgy határozunk, hogy nem szerezzük meg a dekódert a pripyat-i hotelszobából, és folytatni kívánjuk a „Strelok megkeresése” küldetést, az ötféle fals végződés közül fogunk egyet kapni. Végigküzdve magunkat Pripyat-on, a reaktoron kívüli területeken és végül magán a Szarkofágon, a játék hamarabb ér véget, mint a pozitív befejezések esetén. (Ott még van hátra pluszba egy hosszabb küzdelem.) A Szarkofág belsejében, a Monolith bázisán túljutva egy mély aknán felküzdve magunkat a Kívánságteljesítő előtt állapodunk meg, ahol eldönthetjük, hogy élünk-e azzal a lehetőséggel, hogy beteljesedjék az általunk leginkább óhajtott dolog. Hogy az ötféle befejező animáció közül melyiket kapjuk, az számos játékbeli kulcstényezőtől függ.
Ezek a következők:

1. Ha a játék folyamán mind a Duty, mind a Freedom frakció vezéreit megöltük, akkor a Kívánságteljesítőnél az „Én akarom uralni a világot!” animációt kapjuk. Ekkor a Kívánságteljesítő beszippantja a főhős lelkét, így téve eleget a kívánságnak.

2. Ha a játék végére több, mint 50000 rubel pénzünk van, akkor a „Gazdag akarok lenni!” befejezést kapjuk. Ekkor egy csavaranya hullik alá a mennyezetről, de ezt mi egy arany pénzdarabnak látjuk. Hamarosan sok ezer ilyen kis darabka kezd potyogni a tetőszerkezetről, majd az egész tető ránk szakad. A végén csak a kezünk látszódik ki a törmelékből, ahogyan az aranypénznek vélt csavaranyát tartjuk elernyedt kezünkben.

3. Ha a játék végére alacsony hírnévvel rendelkezünk (a reputáció -1000 pont alatt van), akkor „Az emberiség korrupt, le kell igázni!” befejezést kapjuk. Látomások, emlékek villannak fel azokról a szörnyűségekről, amiket az emberiség elkövetett, úgy mint nukleáris robbantások, titkos kísérletek és háborúk. A látomások után a végtelen semmiben eszmélünk föl, csak a sötét űr vesz körül bennünket.

4. Ha a játék végére a hírnevünk kiemelkedően jó (a reputáció eléri az 1000 pontot), akkor a Kívánságteljesítőnél az „Azt akarom, hogy a Zóna tűnjön el!” befejezést fogjuk kapni. A következő képsorokon a Zónát megtisztulva látjuk, nincsenek mutánsok, nincsen sugárzás. A levegő üde, friss. De amint meglátjuk a főszereplőt, a szemein láthatjuk, hogy megvakult, így a Kívánságteljesítő képletesen valóban eltüntette a Zónát – a mi szemeink számára.

5. Ha a fenti kritériumok egyikének sem tettünk eleget, akkor a „Halhatatlan akarok lenni!” befejezést kapjuk, ahol a Kívánságteljesítő egy fémszoborrá változtat bennünket, így adva át minket az örökkévalóságnak.

### Jó/igazi befejezések
Ha úgy döntünk, hogy az „Öld meg Strelok-ot!” küldetés mentén folytatjuk a fősztori szálat, azáltal hogy találkozunk a Guide-dal, aki elmondja, hogy a Doktorral Strelok búvóhelyén találkozhatunk, mert információi vannak számunkra. A búvóhely bejáratánál elájulunk, és a Doktor próbál meg minket magunkhoz téríteni, miközben Streloknak szólít bennünket. Elmondja, hogy van egy elrejtett dekóder Pripyat városában, amivel be tudunk jutni abba a titkos helyiségbe, ami a Monolith titkát őrzi valószínűleg. A dekóder egy titkos szobát nyit ki a csernobili Szarkofágon belül, ami a Monolith irányítótermébe vezet. Elpusztítva a szobában lévő kék gömböket, amik áramforrásként szolgálnak, megjelenik egy tudós holoképe, aki nem más, mint az úgynevezett C-Consciousness projekt vezetője.

A tudós felé intézett számos kérdés feltevése után miénk a döntési lehetőség, hogy csatlakozunk-e a projekthez, vagy sem.

6. Ha elfogadjuk a C-Consciousness projekthez való csatlakozást, akkor egy olyan befejező animációt láthatunk, ahol minket is beletesznek egy hatalmas zöld tartályba, és ránk kapcsolnak egy gépet, ami segít egyesíteni az önkéntesek tudatát. Majd vált a kép, és a Doktort látjuk, amint a messzi távolba révedő tekintettel figyeli a Zónát. Ott van mellette a kutyája is, akinek halkan odamotyogja: „Régóta nem láttam Strelok-ot, remélem jól van! Habár kitartó, akár egy macska! Úgy hiszem rendben van." Majd a Doktor odaszól a kutyának, hogy inkább menjenek enni valamit, hisz a kutyát mindig is jobban érdekelte egy finom vacsora, mint egy régi barát sorsa…”

7. Ha nem vagyunk hajlandóak elfogadni a C-Consciousness projekthez való csatlakozást, akkor egy nagy kiterjedésű extra pályarészre teleportálódunk, ami a Szarkofág közvetlen környezetében lévő külső területeket jelenti. Itt még számos ellenféllel találjuk szembe magunkat, akikkel meg kell küzdenünk, és az előrehaladásunkat különböző helyeken lévő portálok biztosítják. A végső portálkapun átlépve megkapjuk azt a befejező animációt, amely a legjobb befejezésként vált közismertté: Strelok besétál abba a terembe, ahol hatalmas tartályokban fekszik a hét önkéntes, akiknek össze van kapcsolva a tudata egy gép segítségével. Strelok némi tétovázás után gépfegyverrel mindent szétlő, megsemmisítve a C-Consciousness projekt által okozott borzalmak forrását… A következő képsorokon az égbolt kivilágosodik, Strelok pedig egyszeriben rácsodálkozik az őt körülvevő természet szépségére. Leheveredik a fűbe, és szinte elsírja magát, ahogy megkönnyebbül a terhektől való megszabadulástól. A gondolataiból kiderül, hogy fogalma sincs, vajon helyesen cselekedett-e vagy sem, és valószínűleg soha nem is fogja megtudni, de megcsinálta amit meg kellett tennie, és úgy érzi, ezért hálás lehet.Kifáradva a sok megpróbáltatástól, mégis megkönnyebbülten alszik el a magas, üde zöld fűben, miközben egy szitakötőre fókuszál a kamera és lassan távolodik a kép.

## Technikai paraméterek

### X-ray grafikus motor
Az X-ray motor egy DirectX 8.1-et és DirectX 9-et használó, 3.0-s verziójú Shader Model-t is kezelő grafikus motor. Egymillió poligon képernyőre történő kirajzolására is képes egyidejűleg. A motor támogatja a HDR renderelést is, valamint a parallax mapping és normal mapping, soft shadows, motion blur technikákat, a széles képernyős megjelenítést, az időjárás effekteket és a nappal/éjszaka ciklusokat is. Hasonlóan az olyan motorokhoz, amelyekben jelen van a deferred shading, az X-ray grafikus motor sem képes az élsimításra („anti-aliasing”) bekapcsolt dinamikus fényeffektusok mellett. Viszont az élsimításnak egyfajta utánzata elérhető statikus megvilágítás opcióval, ez a technika egy kicsit elmosódottá teszi a képet, így keltve az élsimítás hamis benyomását.
A játék egy harminc négyzetkilométeres területet foglal magában, és mind a belső, mind a külső területei egyforma részletességgel vannak kidolgozva. Néhány textúra egész egyszerűen a fejlesztőcsapat stúdiójának faláról készült fénykép, ugyanakkor vannak olyan textúraelemek is a játékban, amelyek a valós csernobili Zónában készített fényképek alapján készültek (ugyanis a fejlesztőcsapat többször kiment meglátogatni a helyszíneket), így gyakorlatilag teljesen megegyeznek a valódi formájukkal.

### Mesterséges intelligencia
Az X-ray motor a GSC Game World által szabadalmaztatott A-Life mesterséges intelligencia (MI) motort használja. Az A-Life több, mint ezer karakter Zónában való tartózkodását képes kezelni. Ezek a karakterek nem szkripteltek, ami azt jelenti, hogy az A-Life anélkül is képes változni, hogy a játékos karakterrel bármiféle kapcsolatba, interakcióba kerülne.
A nem-játékos karaktereknek (NPC) teljes életciklusuk van (feladatmegoldás, harc, pihenés, evés és alvás), és ugyanez vonatkozik a Zónában lévő számos szörnyre is (vadászat, Stalkerek és a többi szörny megtámadása, pihenés, evés, alvás). Ezek a szörnyek nagy csoportokban vándorolnak. A karakterek nem szkriptelt természetéből adódóan következik, hogy végtelen számú helyzet állhat elő. Például veszélyben lévő Stalkerek megsegítése, renegát Stalkerek kiiktatása, Stalker táborok védelme vagy megtámadása, vagy éppen kincskeresés. Az MI által vezérelt karakterek addig vándorolnak a Zónában, ameddig csak tudnak.
Rengetegféle taktikát lehet alkalmazni a játék végigvitelére, mint például a lerohanás vagy a rejtőzködve osonás és orvlövészet alkalmazása. A nem-játékos karakterek mindegyikre különbözőképpen reagálnak. A S.T.A.L.K.E.R. NPC-i „célorientált tervezés” után próbálnak bizonyos cselekvéseket végrehajtani.

### Ballisztika
A S.T.A.L.K.E.R. „realisztikus” ballisztikát használ, hasonlóan az olyan taktikai lövöldözős játékokhoz, mint a Ghost Recon Advanced Warfighter vagy az Operation Flashpoint. A golyóra hat a gravitáció, ferde szögben visszapattan a szilárd felületekről, és a lőfegyverek nagymértékben pontatlanok, ha célzás nélkül lövünk velük. Ahhoz, hogy valaki jó eséllyel pontosan bevigyen egy találatot, a fegyverek irányzékát kell használni a célzáshoz. Ezen felül a lövés utáni sebződés pszeudo-realisztikus, és a játékos néhány lőtt seb után akár nagyon hamar is meghalhat (habár a játék előrehaladtával különféle páncélokat, védőfelszereléseket lehet szerezni, illetve bizonyos artifact-eket használni, amik növelik a sérülésekkel szembeni ellenálló-képességet). A játék későbbi szakaszában meghatározó szerepet játszanak az optikával is rendelkező fegyverek, mivel jólvértezett és erős ellenfelekkel kell szembenéznie a játékosnak, akik tartózkodnak a közeli tűzpárbajoktól.

### Fizika
A S.T.A.L.K.E.R. az Open Dynamics Engine fizikamodellező motor erőteljesen módosított változatát használja, mely több száz fizikai objektumot képes különféle szinteken kezelni. A rongybaba fizika, az összezúzható objektumok, valósághű ballisztika és a csontváz alapú animáció mind-mind fellelhető a játékban.

### Időjárás
Az időjárási rendszer bele van integrálva a tájképbe, és számos időjárási effektust, mint például napsütést, viharokat, záporokat képes produkálni. Az időjárástól függ a mesterséges intelligencia viselkedése is.

### Multiplayer
A többjátkos mód hasonlóan sok másik játékhoz itt is elérhető LAN-on (helyi hálózaton) és interneten keresztül is. Maximálisan 32 játékos tud egyszerre játszani. Jelenleg háromféle multiplayer módban lehet játszani: Deathmatch, Team Deatmatch és Artifact Hunt. A többjátékos módban is van rangrendszer, ettől függ, hogy milyen fegyvereket tud vásárolni az adott játékos.

### Software Development Kit (SDK)
A béta verziója a multiplayer szerkesztőkörnyezetnek 2007. május 14-én került kiadásra. A GSC ígéretet tett egy single player SDK kiadására is, amit azonban mostanában nemigen fejlesztenek, mivel a csapat minden erejével a Clear Sky-on dolgozik jelenleg.

### Nagyképernyős felbontás
Köszönhetően a játékos közönség igényeinek, a S.T.A.L.K.E.R. támogatja a széles, 16:9 arányú képernyőket az 1.0003-as hivatalos patch óta.

## Kezdeti koncepciók
A fejlesztés korai szakaszában a játék alcíme még Oblivion Lost volt, és jóval több futurisztikus elemet tartalmazott, mielőtt még átdolgozták volna a csernobili környezetre, a fejlesztőcsapat kijevi bázisához közeli helyre. Végül ez olyannyira kihatott a játékra, hogy az alcímet Shadow of Chernobyl-ra változtatták. A screenshot-ok és trailer-ek a korai változatokról még föllelhetőek különféle weboldalakon, ahol még láthatunk robotokat és űrjárműveket is. Ezen felül még kooperatív multiplayer játékmód, vezethető járművek, és az alvás is tervbe voltak véve, de végül nem kerültek bele a játék végleges verziójába. Bizonyos pályarészek is kikerültek a játékból, mint például: Swamp, Dead City.

## Fejlesztői késések, kiadói csúszások
A játék elsőként 2001 novemberében lett bejelentve, és a megjelenést először 2003-ra ígérték, amit aztán sokszor el kellett halasztaniuk. Ezalatt az idő alatt több száz screenshot, tucatnyi videó látott napvilágot, számos más egyéb, a GSC általi promóciós formák mellett, mint például a rajongók meghívása a kijevi irodába, hogy játszhassanak a játék aktuális változatával. A sok csúszás miatt egyesek már elkezdték a S.T.A.L.K.E.R.-t a vaporware kategóriába sorolni, mint a Duke Nukem Forever-t, de volt aki attól tartott, hogy a játék lesz az új Daikatana.

## Fogadtatás
| Publikáció                   | Pont                |              |
| ---------------------------- | ------------------- | ------------ |
| Eurogamer                    | 8/10                |              |
| GameSpot                     | 8.5/10              |              |
| Game Informer                | 8.25/10             |              |
| IGN                          | 8.2/10              |              |
| PC Gamer                     | 85/100              |              |
| PC Zone                      | 85/100              |              |
| Átfogó cikket közlő weboldal | Összpontszám        | Összpontszám |
| Game Rankings                | 83%% (51 kritika)   |              |
| Metacritic                   | 82/100 (44 kritika) |              |

## Egyéb, a játékkal kapcsolatos dolgok

### A játék zenéje
Tracklist
- 1. „Mutation” (music by MoozE) – 13:16
- 2. „Dead Cities Pt.2” (music by MoozE) – 4:43
- 3. „Radwind Pt.1” (music by MoozE) – 3:20
- 4. „Tunnels” (music by MoozE) – 5:42
- 5. „The Thing” (music by MoozE) – 4:50
- 6. „S.A.D.” (music by MoozE) – 4:24
- 7. „Cold/Freezing Out” (music by MoozE) – 4:56
- 8. „Zone Triggers” (music by MoozE) – 13:46
- 9. „Radwind Pt.2” (music by MoozE) – 2:06
- 10. „Sleeping In Ashes v.2” (music by MoozE) – 4:54
- 11. „Rads Pt.1” (music by MoozE) – 5:04
- 12. „Dirge for the Planet” (lyrics by O.Yavorsky, music by FireLake) – 4:23
- 13. „Fighting unknown” (music by FireLake) – 4:23
- 14. „Against the ionized odds” (music by FireLake) – 3:18[24]

### Easter egg-ek
- A Wild Territory-n található, Electro anomáliákkal teli alagútban találunk egy halott Stalkert, akinek a PDA-ját elolvasva rájövünk, hogy nem mással állunk szemben, mint Gordon Freeman-nel a Half-Life-ból.
- A Cossacks vodka utalás a GSC által fejlesztett, azonos nevű stratégiai játékra.
- Az X18 laborban, ahol a második ajtónyitó kódot meg lehet szerezni (a tudós holttestét átkutatva kiolvasható annak PDA-jából), van egy feljárat oldalra. Bent egy kis konyhaszerűség hűtővel, a falon lévő képen pedig a fejlesztőcsapat látható.

### Gyűjtői kiadás (Collector's Edition)
A játéknak megjelent gyűjtői kiadása, ami egy rozsdás fémdobozra emlékezteti az embert, amin a S.T.A.L.K.E.R. – Shadow of Chernobyl felirat ill. egy rádióaktív jel látható.
A csomag tartalmaz egy kemény papíros, szétnyitható lemeztartót, amelyben a játék ill. az extrákat tartalmazó lemezek találhatók. Az extrákat tartalmazó lemezen képek, videók, zenék illetve különböző leírások találhatók.
A dobozban ezen kívül található még egy térkép a Zónáról, Kézikönyv, "Túlélő könyv" (tartalmazza a frakciók, mutánsok, fegyverek stb. leírását), két multiplayer pálya kódját tartalmazó papíros. A könyvek angol nyelvűek.

## S.T.A.L.K.E.R. – Clear Sky
A S.T.A.L.K.E.R. – Clear Sky a Shadow of Chernobyl előzménye történti szempontból, és egy évvel korábbi eseményeket taglal.

## Lásd még
- Piknik az árokparton – Stalker (1972), Arkagyij és Borisz Sztrugackij regénye
- Sztalker – Andrej Tarkovszkij filmje (1979)
- S.T.A.L.K.E.R. – Clear Sky (megjelent, magyar szinkronnal), FPS/RPG alapú számítógépes játék
- 30 km-es zóna
- Csernobil
- Csernobili atomerőmű
- Csernobili atomkatasztrófa
- A csernobili atomkatasztrófa áldozatainak listája
- Pripjaty
- Vörös-erdő

## Fordítás
- Ez a szócikk részben vagy egészben  a   S.T.A.L.K.E.R.: Shadow of Chernobyl című angol Wikipédia-szócikk ezen változatának fordításán alapul.  Az eredeti cikk szerkesztőit annak laptörténete sorolja fel. Ez a jelzés csupán a megfogalmazás eredetét és a szerzői jogokat jelzi, nem szolgál a cikkben szereplő információk forrásmegjelöléseként.